# Journal of Geometry and Physics
Journal of Geometry and Physics (nach ISO 4 abgekürzt J. Geom. Phys.) ist eine seit 1984 von Elsevier herausgegebene englischsprachige wissenschaftliche Fachzeitschrift für mathematische Physik. 
Nach eigenen Angaben veröffentlicht die Zeitschrift Arbeiten mit Methoden aus algebraischer und Differentialtopologie, algebraischer Geometrie, reeller und komplexer Differentialgeometrie, Riemannschen Mannigfaltigkeiten, symplektischer Geometrie, Analysis auf Mannigfaltigkeiten, geometrischer Theorie von Differentialgleichungen, geometrischer Kontrolltheorie, Lie-Gruppen und Lie-Algebren, Supermannigfaltigkeiten und Supergruppen, diskreter Geometrie, Spinoren und Twistoren, und mit Anwendungen auf Strings und Superstrings, nichtkommutativer Topologie und Geometrie, Quantengruppen, geometrischen Methoden in Statistik und Wahrscheinlichkeitstheorie, geometrischen Ansätzen der Thermodynamik, klassischen und Quanten-dynamischen Systemen, klassischen und Quanten-integrablen Systemen, klassischer und Quantenmechanik, klassischer und Quantenfeldtheorie, allgemeiner Relativitätstheorie, Quanteninformation und Quantengravitation.